# 치누아 아체베
알버트 치누알루모구 아체베(영어: Albert Chinụalụmọgụ Achebe, 1930년 11월 16일 ~ 2013년 3월 21일)는 나이지리아 국적의 소설가, 시인, 교수 그리고 비평가이다. 일반적으로 치누아 아체베 (/ˈtʃɪnwɑː əˈtʃɛbɛ/,)라고 불리며 그의 첫 소설이자 대표작인 《모든 것이 산산이 부서지다》 (1958)는 현대 아프리카 문학에서 가장 광범위하게 읽히는 작품이다.
기독교인 부모 사이에서 동남 나이지리아에 있는 오기디의 이그보 지역에서 태어났으며 학창시절 학부과정에서 뛰어난 성적을 기록하며 장학금을 받았다. 대학생 시절 그는 세계종교와 아프리카 전통 문화에 매료되었고 이때부터 글을 쓰기 시작했다. 졸업 후 그는 나이지리아 방송 서비스(NBS)에서 일하며 곧 라고스로 옮겼다. 1950년대 후반 《모든 것이 산산이 부서지다》를 시작으로 그 후 발표한 《더 이상 평안은 없다》 (1960), 《신의 화살》 (1964), 《국민의 남자》 (1966) 그리고 《사바나의 개미둑》 (1987)이 세계적인 주목을 받았다. 아체베는 자신의 소설들을 영어로 썼으며 아프리카 문학에 '식민침략자들의 언어'인 영어의 사용을 옹호했다. 1975년 《아프리카의 이미지: 콘래드의 "암흑의 핵심" 속의 인종차별》를 통하여 조지프 콘래드를 '잔인한 인종차별주의자'라고 비판하여 논란이 되었다. 2011년 런던의 《가디언》지는 《아프리카의 이미지: 콘래드의 "암흑의 핵심" 속의 인종차별》을 100편의 위대한 논픽션 중 하나로 선정했다.
1967년 비아프라가 나이지리아로부터 분리독립을 선언했을 때 아체베는 비아프라의 독립을 지지했으며 새 공화국의 국민들을 위하여 대사로 활동하였다. 비아프라 전쟁이 하층민들을 유린하고 기아와 폭력을 초래함에 그는 유럽과 미국에 구호를 요청하기도 했다. 1970년 나이지리아 정부가 비아프라 지역을 되찾았을 때 그는 정당에 참여하지만 곧 부패와 엘리트주의를 보고 좌절을 느끼고 사임한다. 1970년대에 몇년 간 미국에 거주한 적이 있으며 1990년 이후 교통사고로 약간의 장애를 입고 미국으로 돌아갔다.
아체베의 소설은 이그보 사회의 전통, 기독교 영향의 효과 그리고 식민지 시대 이후의 가치 충돌에 대한 것에 초점을 맞추고 있으며 그의 문체는 이그보 전통 구전에 크게 의존하고 있으며 간단한 서술과 전통이야기의 묘사, 잠언 그리고 웅변어투를 결합하고 있다. 그는 또한 수많은 단편, 아동도서와 에세이를 발표하였다. 2009년 이후 그는 미국 로드아일랜드주 프로비던스의 브라운 대학교에서 아프리카학 교수로 활동하고 있다.

## 생애
아체베의 부모 이사이아 오카포 아체베와 자넷 아낸치 일뢰부남은 나이지리아에서 개신교 영국 성공회 선교 협회(CMS)로 개종하였다. 아체베의 아버지는 조상들이 믿어왔던 종교를 믿는 것을 그만 두기는 했지만 전통을 존중했다. '치누아'라는 이름을 생략하지 않은 '치누알루모구'(신은 내 편에 서서 싸울것이다)는 신령의 가호와 안정을 위한 기도였다. 아체베 가족에게는 프랭크 오쿠푸, 존 이페아니이추쿠, 지노비아 우조마, 아우구스틴 은두카 그리고 그레이스 은완네카 다섯명의 또 다른 아이가 있었는데 그들의 이름은 새로운 종교와 관련하여 전통적인 단어들을 결합하여 지었다.

### 생애 초기
알버트 치누알루모구 아체베는 1930년 11월 16일 오기디의 이그보 마을에서 태어났다. 그의 부모는 전통적 문화와 기독교적 영향의 십자로에 서있었는데 이것이 나중에 아이들에게 커다란 영향을 미쳤고 특히 치누알루모구에게 그랬다. 어린 딸이 태어나자 그의 가족들은 조상들이 살았었던 지금의 아남브라인 오기디로 이사했다.

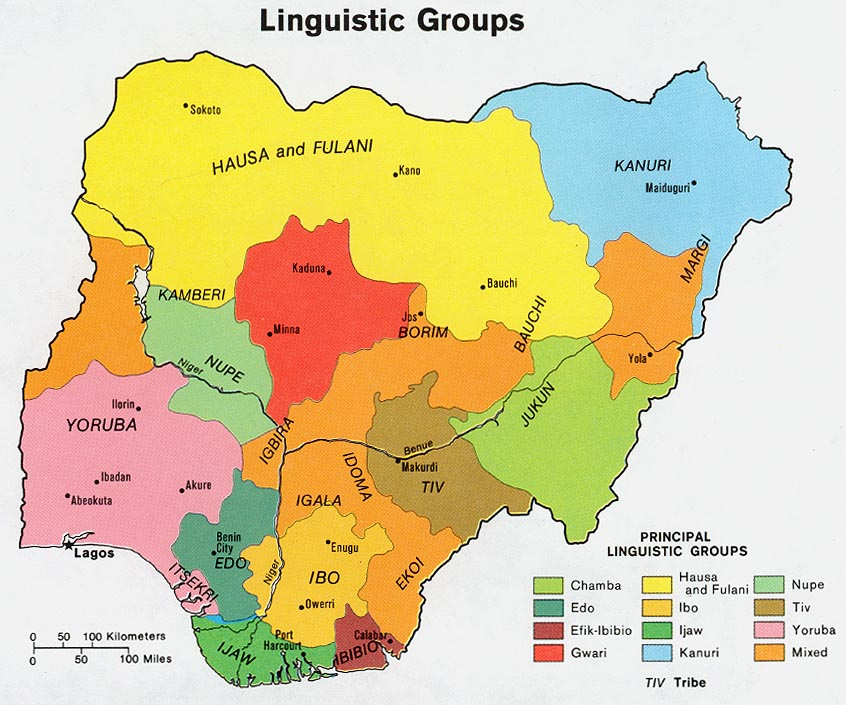
나이지리아의 언어그룹 지도. 아체베의 고향인 이그보 지역('이보'라고도 불린다)이 남쪽 중앙에 있다.

이그보 사회에 있어 이야기(스토리텔링)는 전통이자 필수적인 것이었다. 치누아의 어머니와 누나 지노비아 우조마는 그가 어릴적 많은 이야기를 해주었고 그 또한 이야기를 듣기를 늘 원했었다. 그의 교육은 아버지가 집의 벽에 걸어놓은 콜라주 뿐만 아니라 연감과 《한여름 밤의 꿈》(c. 1590)을 산문으로 각색한 것과 《천로역정》 (1678)을 이그보 언어로 번역한 것을 포함한 많은 책들에 의하여 더욱 더 진전되었다. 또한 치누아는 가면 무도회같은 마을의 전통 의식에도 열심히 참여하였는데 이는 나중에 그의 소설과 이야기에 의해 다시 쓰여졌다.

#### 교육
1936년 아체베는 성 필립 중앙 학교에 입학하는데 그의 저항에도 불구하고 그는 일주일 간 어린이들을 상대로 하는 종교 수업에 보내졌지만 곧 그의 재능을 발견한 사제에 의해 상급반으로 옮길 수 있었다. 한 선생은 그가 학생들 중 가장 뛰어난 필적과 독해력을 가졌다고 말했다. 그는 또한 일요학교에도 매주 출석하였고 매달 복음을 전파하는 등 선교활동을 하였는데 선교활동을 하던 중 기독교 교리에 도전하는 새 교회의 전도사의 변절에 논란이 일기도 하였다. 아체베는 후에 《모든 것이 산산이 부서진다》에 이 사건을 기술하였다.
12살이 되던 해 아체베는 가족들과 떨어져 오웨리에서 4km 떨어진 네케데의 마을로 이사를 간다. 그는 그의 형 존이 가르치고 있는 중앙 학교의 학생으로 등록하였다. 네케데에서 아체베는 조각과 콜라주를 통하여 신의 보호를 추구하는 방식의 전통 예술과 음바리에 깊은 인상을 받았다. 1944년 고등학교에 진학 시험 준비를 하였는데 아체베는 오니차에 있는 명망 있는 학교인 데니스 메모리얼 그래머 스쿨과 우무아히아에 있는 더 명망 있는 정부 학교에 입학할 시험 준비를 하였다.
정부 학교는 1929년 나이지리아의 미래 엘리트들을 교육하기 위하여 식민 정부에 의하여 투자되고 영국 공립 학교를 모델로 하여 세워졌다. 그곳은 엄격한 학문적 기준과 힘찬 엘리트주의의 성향을 갖고 있었는데 입학생을 순전히 능력에 기초하여 선발하였다. 대학의 언어는 영어였는데 나이지리아의 다른 언어그룹에서 온 학생들에게 공용 발음을 제공했을 뿐만 아니라 이를 능숙하게 하도록 만들었다. 아체베는 후에 이를 두고 "그들의 모국 발음을 버리고 식민침략자의 발음을 하도록 하게 한 것"이라고 묘사했다. 학교의 규율은 엄격히 강제적이었으며 아체베는 그의 첫 벌칙이 이그보어로 다른 학생에게 비누를 빌려달라고 했다가 받은 것이라고 회상했다.
아체베는 첫 해에 두 학년을 올라가 1년 공부하고 2학년을 마칠 수 있었고 원래 5년인 고등학교에서의 생활을 4년만에 보낼 수 있었다. 아체베는 학교의 체육활동에는 맞지 않았고 대신에 여섯명의 학구적인 그룹에 소속되었다. 그들의 치열한 공부 습관은 교장이 오후 5시부터 6시까지 교과서를 보지 못하게 할 정도였다. (대신에 다른 활동과 다른 책을 보는 것은 허용되었다.)
아체베는 학교 도서관에서 책을 탐구하기 시작했다. 그곳에서 그는 부커 T. 워싱턴의 미국 노예의 자서전인 《노예의 굴레를 벗고》 (1901)를 발견하였는데 아체베는 "슬프지만 현실의 다른 관점을 깨달았다."고 하였다. 그는 또한 《걸리버 여행기》 (1726), 《데이비드 코퍼필드》 (1850) 그리고 《보물섬》 (1883) 등 고전 소설과 헨리 라이더 해거드의 《앨런 쿼터메인》 (1887)과 존 버컨의 《사제왕 요한》 (1910)과 같은 식민지시대 대담한 행위에 관한 이야기도 읽었다. 아체베는 후일 독자로서 "미개인에 반대하는 백인 주인공들의 편을 들었다"고 회상했다. 그리고 "백인들은 좋고 합리적이며 유능하고 용기있다. 미개인들이 그들에 대항하는 것은 해롭고 멍청하거나 교활하다. 나는 그들이 몹시 싫다"고 하여 아프리카인에 대해 안 좋은 발언을 하기도 했다.

## 저서
소설

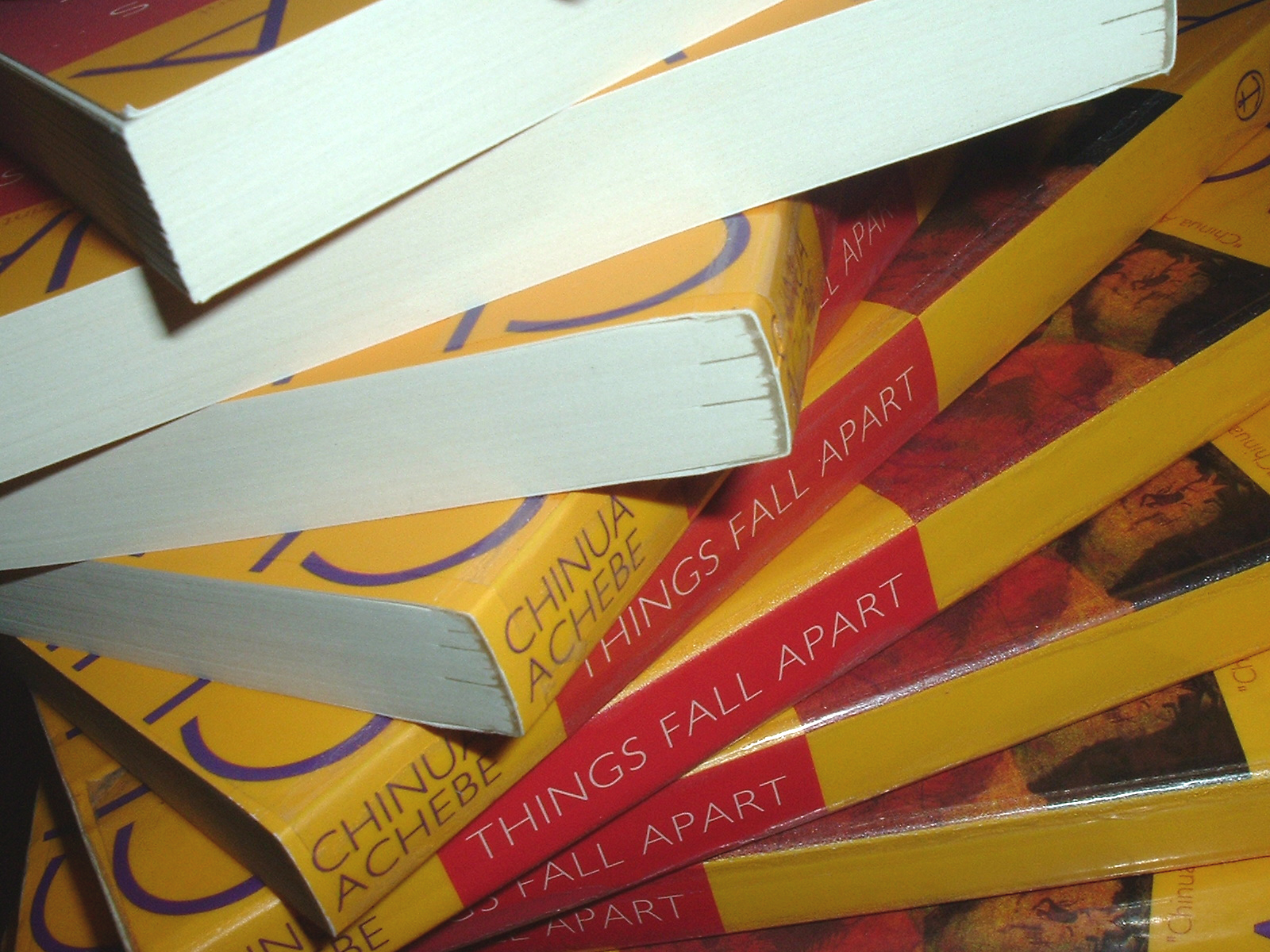
1994년 Anchor Books판 《모든 것이 산산이 부서진다》

- 《모든 것이 산산이 부서지다》(Things Fall Apart) (1958)
- 《더 이상 평안은 없다》(No Longer at Ease) (1960)
- 《신의 화살》(Arrow of God) (1964)
- 《국민의 남자》(A Man of the People) (1966)
- 《사바나의 개미둑》(Anthills of the Savannah) (1987)

단편
- Marriage Is A Private Affair (1952)
- Dead Men's Path (1953)
- The Sacrificial Egg and Other Stories (1953)
- 《시민 평화》 (Civil Peace) (1971)
- Girls at War and Other Stories (1973)
- African Short Stories (1985)
- Heinemann Book of Contemporary African Short Stories (1992)
- The Voter

시
- 《조심하라, 영혼의 형제여》(Beware, Soul-Brother, and Other Poems) (1971) (Christmas at Biafra, and Other Poems에 의해 미국에서 출판, 1973)
- Don't let him die: An anthology of memorial poems for Christopher Okigbo (1978)
- Another Africa (1998)
- 《전시집(全詩集)》(Collected Poems) (2005)
- Refugee Mother And Child
- 《독수리》 (Vultures)

에세이, 평론, 논픽션과 정치적 논의
- There was a Country: A personal history of Biafra (2012)
- The Novelist as Teacher (1965) - Hopes and Impediments 포함
- 《아프리카의 이미지: 콘래드의 "암흑의 핵심" 속의 인종차별》(An Image of Africa: Racism in Conrad's "Heart of Darkness") (1975) - 희망과 장애 (Hopes and Impediments) 포함
- 《창조의 신새벽》 (Morning Yet on Creation Day) (1975)
- 《나이지리아의 문제》(The Trouble With Nigeria) (1984)
- 《희망과 장애》 (Hopes and Impediments) (1988)
- Home and Exile (2000)
- Education of a British protected Child (2009)
- The Igbo and their Perception of God, Human Beings and Creation, (2010)

아동도서
- Chike and the River (1966)
- 《표범은 어떻게 발톱을 갖게 되었나》 How the Leopard Got His Claws (1972)
- The Flute (1975)
- The Drum (1978)